# Antoine Duchesne
Antoine Duchesne (Ville de Saguenay, Quebec, 12 de setembre de 1991) fou un ciclista canadenc, professional des del 2012 fins al 2022. En el seu palmarès destaquen diferents títols nacionals en categories inferiors.

## Palmarès
- 2009
  -  Campió del Canadà de contrarellotge júnior
- 2012
  -  Campió del Canadà en ruta sub-23
  - Vencedor d'una etapa del Tour de Quebec
- 2013
  -  Campió del Canadà en ruta sub-23
- 2016
  - Vencedor de la classificació de la muntanya a la París-Niça
- 2018
  -  Campió del Canadà de ciclisme en ruta

### Resultats a la Volta a Espanya
- 2015. 138è de la classificació general
- 2018. 127è de la classificació general

### Resultats al Tour de França
- 2016. 107è de la classificació general
- 2022. 62è de la classificació general

### Resultats al Giro d'Itàlia
- 2021. 115è de la classificació general